# باسم بصيري
باسم بصيري ممثل و كاتب سعودي له العديد من أعمال كممثل و مؤلف و هو أبن الممثل و المونولوج الراحل سعيد بصيري . في عام 2014 حصل على شهادة التحكم الدولي في القانون من قبل مركز التحكيم التجاري. 

## أعماله

### في التمثيل
- ولا في الأحلام. [1]
- دموع الرجال
- أبو عرام
- أين الطريق

### في التأليف
- خريف العمر
- أيام التحفة